# Sarcopygme mayorii
Sarcopygme mayorii là một loài thực vật có hoa trong họ Thiến thảo. Loài này được (Setch.) Setch. & Christoph. miêu tả khoa học đầu tiên năm 1935.